# Wijde mantel
De Wijde mantel (Aequipecten opercularis) is een in zee levend tweekleppig weekdier behorend tot de familie van de mantels (Pectinidae). Het dier werd beschreven in 1758 door Linnaeus in de tiende editie van Systema naturae als Pecten opercularis.

## Beschrijving

### Schelpkenmerken
De Wijde mantel heeft een vrij dikschalige, bijna ronde schelp. De umbo (= top) ligt ongeveer in het midden en heeft aan beide kanten een vleugelvormig uitsteeksel, de zogenaamde 'oortjes'. De schelp is ongelijkkleppig: de onderste (=rechter)klep is vlakker dan de bovenste (=linker)klep en ook de vorm van de oortjes verschillen. Vanuit de top lopen 18 tot 25 duidelijke ribben met daartussen een aantal fijnere. De ruimten tussen de ribben zijn ongeveer even breed als de ribben zelf.

#### Grootte
Lengte en hoogte tot 100 mm. Strandexemplaren zijn meestal zo'n 50 mm.

#### Kleur
Erg variabel: van geelwit tot paarsroze. Strandmateriaal is vaak bruingeel of blauwgrijs verkleurd.

### Dier
Het dier heeft een mantelrand met tentakels en kleine oogjes en heeft één witte, zeer krachtige sluitspier.
Wijde mantels kunnen byssusdraden spinnen en jonge dieren zitten vaak vastgehecht op allerlei substraat, zowel vastzittende als drijvende objecten. Vanaf ongeveer 6 cm leven ze ook vrij in kolonies op een zand- of modderbodem. Ze kunnen met kracht de schelp sluiten en zich zo zwemmend voortbewegen.
Wijde mantels zijn filteraars die met hun kieuwen voedseldeeltjes en algen uit het water zeven.
De dieren zijn van gescheiden geslacht. De voortplanting geschiedt vooral in het voorjaar en in de zomer. De dieren kunnen ook eerst mannetjes zijn en later in vrouwtjes veranderen. Ze kunnen tot minstens zes jaar oud worden.

## Voorkomen
De soort komt algemeen voor in Bretagne. Maar ook op de Waddeneilanden, op de Hinderbanken en op bepaalde plaatsen in Zeeland is de soort vrij algemeen. Verse kleppen en doubletten zijn vrij zeldzame strandvondsten in België en Nederland.
Aangespoelde fossiele kleppen en fragmenten zijn plaatselijk minder zeldzaam. De soort is te vinden in de vloedlijn of in schelpenbanken. Jonge exemplaren komen langs de hele kust vrij algemeen voor in schelpengruis en op drijvende voorwerpen.

### Fossiel voorkomen
De Wijde mantel komt in het Noordzeegebied vooral in pliocene afzettingen voor (5,333 tot 2,588 miljoen jaar geleden ). Zeldzaam ook in afzettingen van verschillende meer recente kwartaire interglaciale afzettingen.

## Gelijkende soorten in België en Nederland
De Bonte mantel (Mimachlamys varia) en Grote mantel (Pecten maximus) zijn twee soorten die lijken op de Wijde mantel.

## Visserij
De soort is eetbaar en er wordt op gevist (Queen scallop in het Engels, Pétoncle blanc in het Frans). In Engeland wordt er vooral rond het eiland Man op gevist.

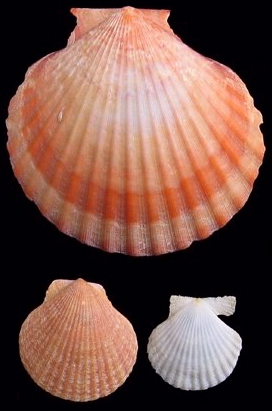
Recente schelpen met oorspronkelijke kleur
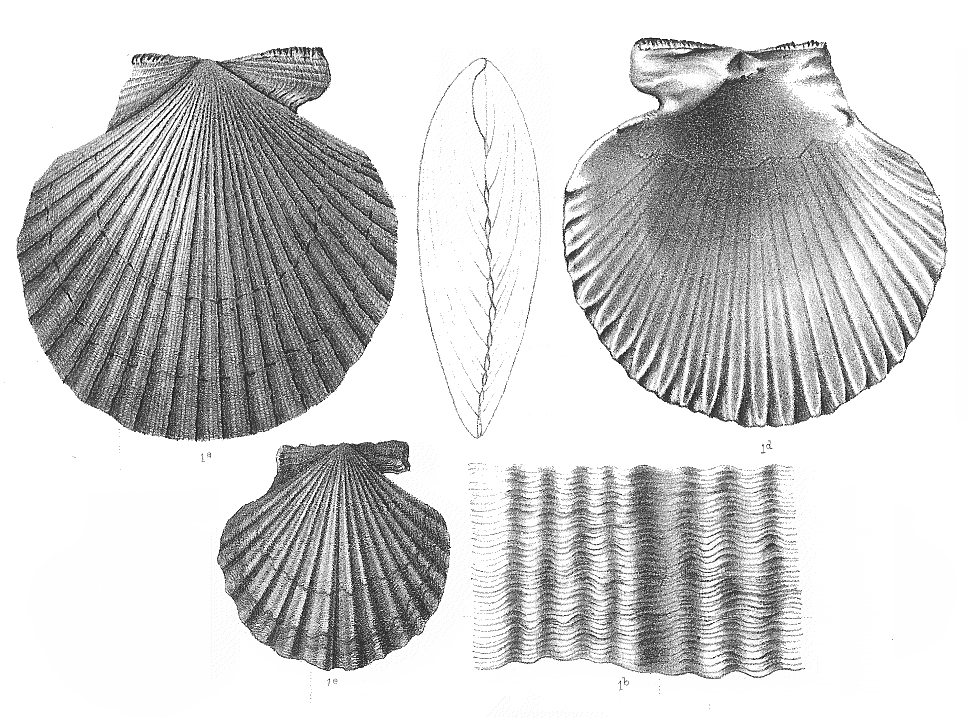
Fossiele schelpen uit Pliocene afzettingen bij Antwerpen
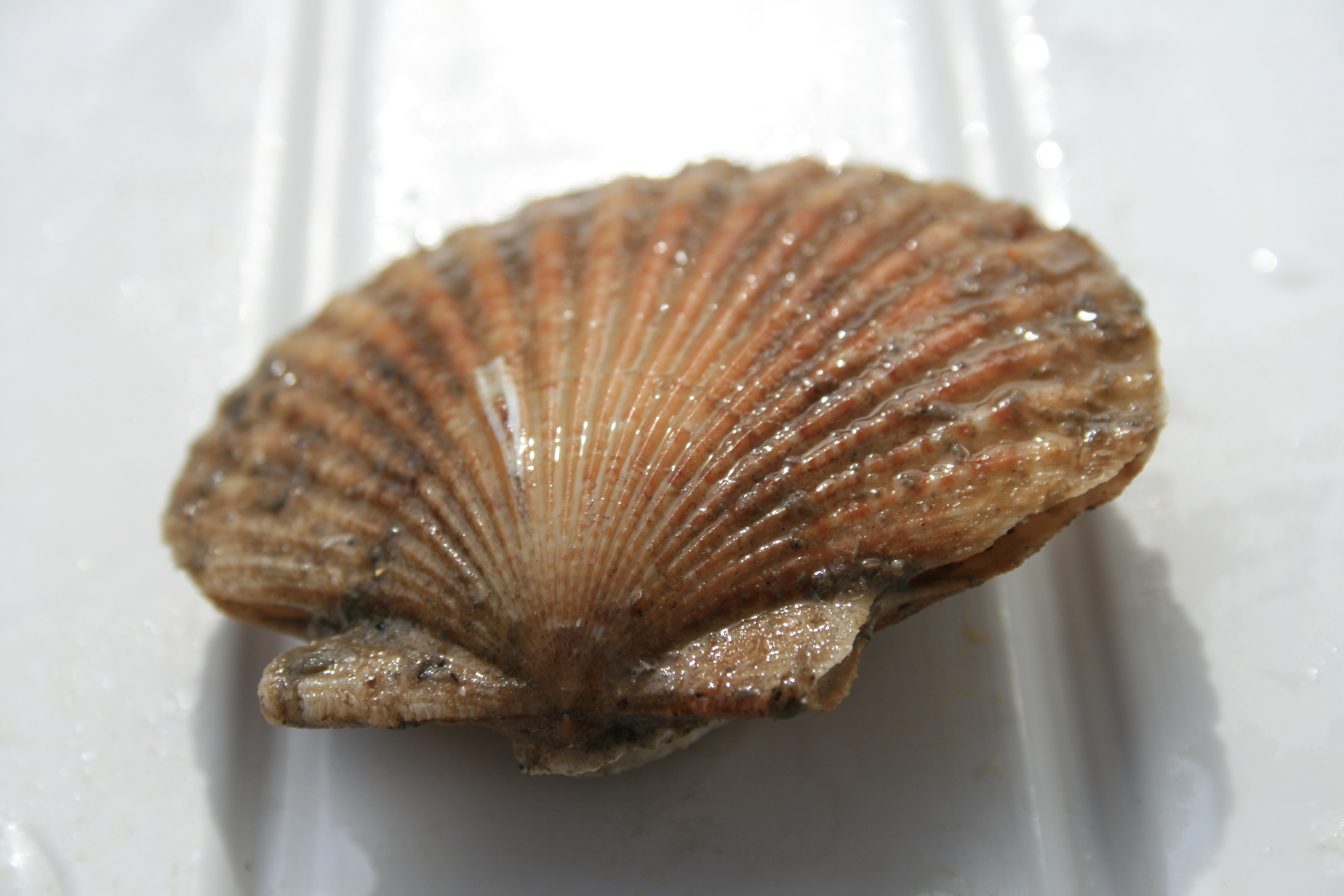
Doublet
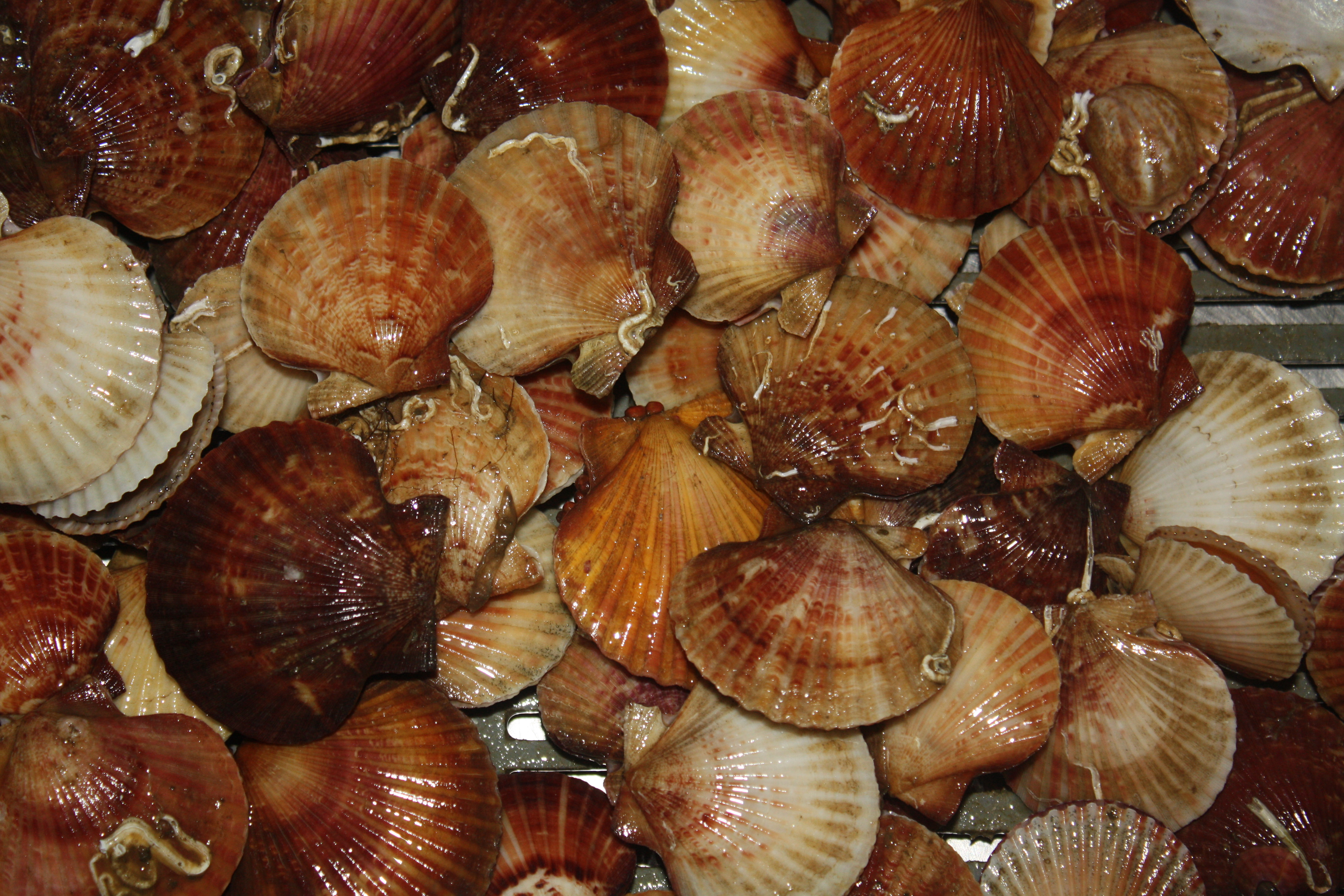
Wijde mantels in de vismijn